# Chimarra morio
Chimarra morio är en nattsländeart som beskrevs av Hermann Burmeister 1839. Chimarra morio ingår i släktet Chimarra och familjen stengömmenattsländor. Inga underarter finns listade i Catalogue of Life.